# Паоло Учело
Паоло Учело (итал. Paolo Uccello, рођен као Паоло ди Доно, итал. Paolo di Dono; Фиренца 1397 — 1475) био је италијански сликар који је био пионир визуелне перспективе у уметности. Учело је био обузет проучавањем перспективе. Користио ју је да би добио осећај дубине у својим сликама.
Најзначајнији су му радови на три слике које представљају битку код Сан Романа. Радио је у касној готичкој традицији и наглашавао је боју, за разлику од класичног реализма који су следили остали сликари те епохе.

## Биографија
Извори о животу Паола Учела су релативно оскудни. Ђорђо Вазари је о њему написао биографију 75 година после Учелове смрти. Надимак Учело (птичар) је узео јер је волео да слика птице. Од 1407. са десет година је шегртовао код чувеног фирентинског вајара Лоренца Гибертија. Ту је започео пријатељство са Донателом. Гиберти је утицао на његов касноготички, наративни стил и структурну композицију. Примљен је у сликарски цех 1415. године. До 1424. сам је зарађивао као сликар. Те године је сликао „Стварање и изгон“ у цркви Санта Марија Новела у Фиренци. Тиме је доказао своју зрелост. У то доба научио је геометрију од Манетија.
У Венецију је отпутовао 1425. да би радио на мозаицима фасаде цркве Светог Марка. Постоје неки записи да је посетио Рим пре повратка у Фиренцу 1431. Радио је и на фрескама у Прату и Болоњи. Учело је остао у Фиренци већи део свог живота радећи за различите цркве и патроне. Монохроматску фреску Сер Џон Хауквуд направио је 1436. Ту је показао свој интерес за перспективу. Коњаник и његов коњ су приказани као да се ради о скулптури. 
Током 1443. сликао је фигуре на сату цркве Санта Марија дела Фјоре. Исте године радио је и на витражима за исту цркву. Током 1444. и 1445. радио је и у Падови. У Фиренци је од 1447. до 1454. сликао Сцене монашког живота за цркву Санта Минијато ал Монте.
Око 1450 -1456. сликао је три чувене слике Битка код Сан Романа. Слике приказују победу фирентинске војске над сијенском војском у бици 1432. Слике је радио за палату Медичи у Фиренци. Посебним перспективним обликом добио је дубину сцене бојног поља. 
У Урбину је био од 1465. до 1469. и радио је за конгрегацију Светог Сакрамента. 
Последње дело му је било Лов из 1470. Умро је 1475. у 78 години .
Свој прецизни аналитички ум покушао је да употреби како би научним методама сликео тродимензионалне објекте. Перспектива са његових слика имала је утицај на чувене сликаре као што су Пјеро дела Франческа, Албрехт Дирер и Леонардо да Винчи.